# Moreira (piłkarz)
Moreira, właśc. Ismael Moreira Braga (ur. 18 maja 1945 w Rio de Janeiro) – piłkarz brazylijski, występujący podczas kariery na pozycji obrońcy.

## Kariera klubowa
Karierę piłkarską Moreira rozpoczął w klubie Botafogo FR w 1967. Z Botafogo dwukrotnie zdobył mistrzostwo stanu Rio de Janeiro – Campeonato Carioca w 1967 i 1968 oraz Taça Brasil w 1968.
W latach 1972–1973 występował we CR Flamengo. Z Flamengo zdobył mistrzostwo stanu Rio de Janeiro w 1972. W barwach rubro-negro 13 września 1972 w zremisowanym 0-0 meczu z Nacionalem Manaus zadebiutował w lidze brazylijskiej. W 1974 był zawodnikiem Olarii Rio de Janeiro. W barwach Olarii 13 czerwca 1974 w wygranym 1-0 wyjazdowym meczu z Desportivą Cariacica Moreira po raz ostatni wystąpił w lidze. Ogółem w lidze rozegrał 63 spotkania.
Karierę piłkarską Moreira zakończył w 1976 w Meksyku w Atlante FC.

## Kariera reprezentacyjna
W reprezentacji Brazylii zadebiutował 19 września 1967 w wygranym 1-0 towarzyskim meczu z reprezentacją Chile. Ostatni raz w reprezentacji wystąpił 6 listopada 1968 w towarzyskim meczu z Drużyną Gwiazd FIFA.
| Mecze i gole w reprezentacji | Mecze i gole w reprezentacji | Mecze i gole w reprezentacji | Mecze i gole w reprezentacji | Mecze i gole w reprezentacji | Mecze i gole w reprezentacji | Mecze i gole w reprezentacji |
| #                            | Data                         | Miasto                       | Przeciwnik                   | Gol                          | Wynik                        | Rozgrywki                    |
| ---------------------------- | ---------------------------- | ---------------------------- | ---------------------------- | ---------------------------- | ---------------------------- | ---------------------------- |
| 1.                           | 19.09.1967                   | Santiago                     | Chile                        |                              | 1:0                          | towarzyski                   |
| 2.                           | 07.08.1968                   | Rio de Janeiro               | Argentyna                    |                              | 4:1                          | towarzyski                   |
| N1.                          | 06.11.1968                   | Rio de Janeiro               | Drużyna Gwiazd FIFA          |                              | 1:1                          | towarzyski                   |